# Luke Jacobz
Luke Jacob Ashwood (Sídney; 14 de febrero de 1981), más conocido como Luke Jacobz, es un actor y presentador australiano conocido por sus papeles de Patrick "Pat" Brewer en la aclamada serie australiana Mcleod's Daughters y Angelo Rosetta en Home and Away.

## Biografía
Luke creció en los suburbios de Sídney y asistió a la primaria y secundaria Crestwood. Cuando tenía 17 años abandonó su aprendizaje de fontanería para dedicarse a su carrera como actor; en 1995 mientras estaba en la secundaria actuó en The Man of Steel. Luke ama jugar fútbol, acampar, hacer ejercicio, salir en la playa y comer.
Es muy buen amigo del actor Matt Passmore, con quien compartió una casa en 2007.
En 2009 comenzó a salir con la bailarina profesional Luda Kroitor, sin embargo la relación terminó poco después.
En 2013 Luke comenzó a salir con Katie Hansen, sin embargo la relación terminó en 2015.
Actualmente sale con Raychel Stuart, la pareja se comprometió. El 12 de noviembre iban a casarse, pero debido a la peligrosa pandemia conocida como COVID-19 tuvieron que posponer la boda.

## Carrera
Jacobz ha trabajado en varias series exitosas de televisión y en comerciales para la Pepsi desde 1999 hasta 2000.
Su gran oportunidad vido en 1998 cuando participó por 2 años en el drama australiano Heartbreak High donde dio vida a Zac Croft, en 2000 se convirtió en el anfitrión del programa infantil The Big Arvo y cuatro años después en 2004 presentó el programa Popstars.
En 2005 Luke se unió a la exitosa serie australiana Mcleod's Daughters, donde interpretó al aventurero y alocado Patrick hermano del veterinario local Dave Brewer, hasta el final de la temporada en 2009. En 2006 Luke y su compañera de Mcleod's Daughters Michala Banas aparecieron en un show dedicado a las canciones de AABA juntos donde interpretaron "Waterloo".
En 2008, participó en la octava temporada de la versión australiana del programa Dancing with the Stars, donde fue coronado campeón junto a su compañera la bailarina profesional Luda Kroitor. El mismo año participó en las versiones australianas de los programas The Singing Bee, donde no ganó, y Hole in the Wall, donde su equipo perdió.
Ese mismo año se unió al elenco de la exitosa serie australiana Home and Away, donde interpretó al policía Angelo Rosetta, hasta el 14 de junio de 2011, después de que su personaje decidiera mudarse de la bahía junto con Nicole Franklin y el hijo de esta, George. Su salida fue anunciada en febrero de 2011 después de que los productores decidieran que ya era el final para su personaje. El 13 de agosto del 2020 regresó a la serie como Angelo y su última aparición fue el 26 de noviembre del mismo año.
El lunes 23 de agosto de 2010 se convirtió en el nuevo presentador de la serie The X-Factor Australia, después de reemplazar a Matthew Newton, después de que este entrara a rehabilitación. En marzo de 2011 se anunció que Luke seguiría siendo el presentador del programa. El 24 de noviembre de 2015 Luke anunció que no regresaría para la octava temporada y sería reemplazado por Jason Dundas.
En 2013 Luke apareció en el video musical del grupo Bombs Away titulado "Better Luck Next Time".
En el año 2017, fue el host de la primera temporada de la serie australiana Instant Hotel, que se estrenó en Seven Network. Y más tarde fue distribuida por Netflix.

## Filmografía

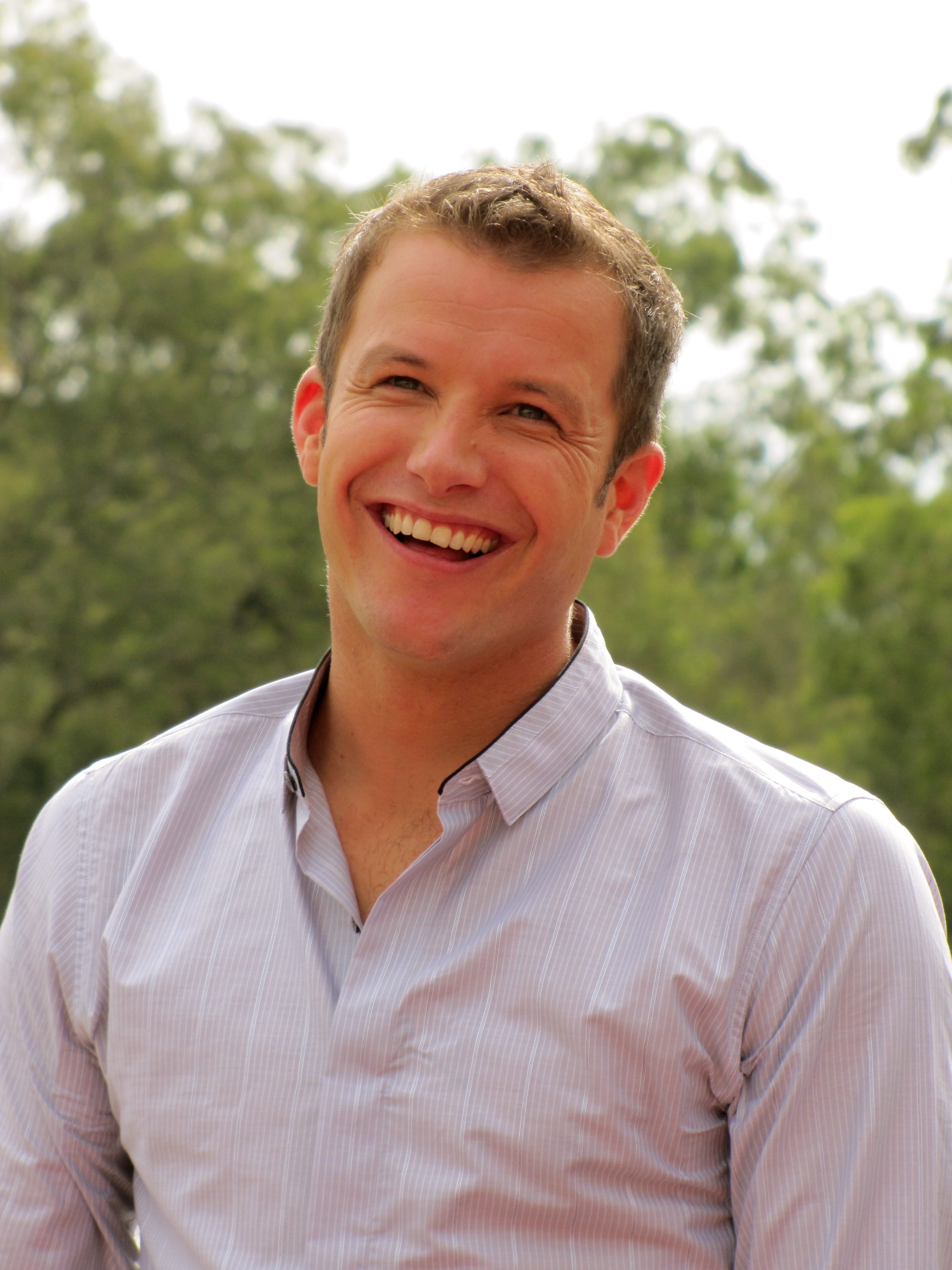
Luke en las audiciones del concurso X Factor en mayo de 2011.

### Series de Televisión
| Año               | Título             | Personaje      | Notas         |
| ----------------- | ------------------ | -------------- | ------------- |
| 2008 - 2011, 2020 | Home and Away      | Angelo Rosetta | 732 episodios |
| 2005 - 2009       | Mcleod's Daughters | Patrick Brewer | 79 episodios  |
| 1998 - 1999       | Heartbreak High    | Zac Croft      | 25 episodios  |

### Apariciones
| Año         | Programa               | Notas                                   |
| ----------- | ---------------------- | --------------------------------------- |
| 2010 - 2015 | The X-Factor Australia | 99 episodios - presentador              |
| 2008        | Dancing with the Stars | concursante - ganó el trofeo            |
| 2008        | Hole in the Wall       | junto a Jason Dundas & Richard Reid     |
| 2008        | The Singing Bee        | junto a Jeremy Cumpston & Lisa Bailey   |
| 2006        | ABBA Mania             | junto a Michala Banas cantaron Waterloo |
| 2001        | Popstars               | presentador                             |
| 2000        | The Big Arvo           | junto a Sophie Gregg & Graeme Rhodes    |

## Premios y nominaciones
| Año  | Categoría                   | Premio                          | Serie         | Resultado |
| ---- | --------------------------- | ------------------------------- | ------------- | --------- |
| 2013 | Most Eligible Cleo Bachelor | Cleo Bachelor of the Year Award | -             | Nominado  |
| 2010 | Best Daytime Star           | Dolly Teen Choice Award         | Home and Away | Nominado  |
| 2010 | Most Popular Actor          | Silver Logie Award              | Home and Away | Nominado  |